# Diophante d'Abaé
Diophante (en grec ancien : Διόφαντος), d'abord connu sous le nom d'Herais (grec ancien : Ἡραΐς), est une personnalité intersexe du IIe siècle av. J.-C. qui est devenue soldat au service d'Alexandre Ier Balas. Sa vie est relatée par Diodore de Sicile.

## Biographie
Diophante est né dans la ville d'Abaé, située en Arabie, sous le règne d'Alexandre Ier Balas. Assigné femme à la naissance, Diophante porte d'abord le nom d'Herais. Son père, qui porte également le nom de Diophante, est un Grec macédonien qui a épousé une femme arabe de la région. Le premier enfant du couple, un petit garçon appelé lui aussi Diophante, meurt en bas âge. Diophante père est peut-être un colon militaire implanté dans cette région, à l'instar de nombreux autres Macédoniens.
Diophante fils épouse un homme appelé Samias qui, après un an de mariage, voyage à l'étranger. Diophante tombe malade : atteint de fièvre, il voit une tumeur se développer en bas de son abdomen. Les médecins soupçonnent que cette grosseur correspond à une tumeur de l'utérus. Ils prescrivent des médicaments mais, au septième jour de la maladie, la « tumeur » se rompt, révélant des organes masculins. La mère de Diophante et deux serviteurs sont témoins de l'évènement. Les femmes habillent Diophante de vêtements féminins et supposent qu'il a connu des relations homosexuelles avec son époux.
Quand Samias revient de voyage, Diophante ne veut plus être marié. Samias fait comparaître le père de Diophante devant une cour de justice et les juges décident que l'épouse doit retourner vivre auprès de son époux. Apprenant ce verdict, Diophante retire ses vêtements pour montrer qu'il est un homme et conteste l'issue du procès, estimant que les juges forcent un homme à mener la vie commune avec un autre homme. Diophante commence à porter des vêtements masculins et les médecins concluent que ses organes sexuels étaient dissimulés sous un pli en forme d'œuf et recouverts d'une membrane laissant passer les fluides corporels. Les soignants mènent une intervention chirurgicale superficielle pour que les organes de Diophante prennent une « apparence décente ». C'est après cette opération qu'Herais prend le nom de Diophante .
Diophante s'engage dans la cavalerie et combat avec les armées d'Alexandre Ier Balas. 
Samias, toujours amoureux de Diophante, se sent honteux que leur mariage ait été décrit comme « hors-nature » ; il fait de Diophante son héritier puis se suicide.
La vie de Diophante est aussi liée à une prophétie annonçant qu'Alexandre Ier Balas trouverait la mort sur les lieux de naissance du « double corps », c'est-à-dire Abaé, où Diophante est né.

## Historiographie
La biographie de Diophante n'est connue que par la Bibliotheca Historica de Diodore de Sicile, rédigée au cours du siècle postérieur à la mort de Diophante,. Rebecca Langlands remarque que la vie de Diophante est « présentée comme réelle, même si elle est difficile à croire, à l'instar de nombreux autres paradoxica ». Diodore de Sicile ne croyait pas à l'existence des hermaphrodites mais il ajoutait foi aux transformations d'un genre à un autre .
Diophante est la seule personnalité intersexe reconnue dans le monde antique et Helen King (en) établit un parallèle entre sa transition et celle de Phaéthouse (en). Jay Kyle Petersen propose une comparaison entre Diophante et Callon d'Épidaure, qui a vécu trente années plus tard et dont Diodore de Sicile a aussi raconté la vie.
Pour Luc Brisson, la vie de Diophante reflète plusieurs clichés relatifs à l'hermaphrodisme sous l'Antiquité : les « mariages mixtes conduisant à une descendance présentant les deux sexes », l'altération des relations familiales, la confusion présidant aux tâches assignées à chaque sexe. Selon Shaun Tougher, il est important d'observer que la transition de Diophante a lieu après son mariage. Julia Doroszewska relève que cette transition n'a pas empêché Diophante de s'impliquer dans la vie sociale et pourrait même s'interpréter comme un moyen de développement social. Doroszewska interprète elle aussi la vie de Diophante comme un exemple de stéréotype dans lequel une fille devient un homme hypermasculin.
Selon Stefanie van der Gracht, l'évolution biologique de Diophante est peut-être une forme de pseudo-hermaphrodisme, qui se manifeste après l'entrée dans la puberté. Van der Gracht laisse entendre que, dans sa jeunesse, Diophante a été marié avant son entrée dans la puberté.